# Tiszaújváros
Tiszaújváros, początkowo Tiszaszederkény, 1970-1990 Leninváros – miasto położone w regionie Borsod-Abaúj-Zemplén w środkowo-północnych Węgrzech, nad rzeką Cisa. Zamieszkuje je 16 510 osób (I 2011). Powierzchnia wynosi 46,04 km² a gęstość zaludnienia 358,6 os./1 km². Prawa miejskie otrzymało w 1966. Nazwa oznacza nowe miasto nad Cisą.

## Położenie
W pobliżu zlokalizowane są 3 duże węgierskie miasta: Miszkolc, Debreczyn, Nyíregyháza.

## Gospodarka
Jest miastem przemysłowym, gdzie zlokalizowane są duże przedsiębiorstwa związane z branżą energetyczną. Powstanie dużej Elektrowni "Cisa" umożliwiło lokalizację na terenie miasta zakładów chemicznych. Przedsiębiorstwa te przeszły pomyślnie procesy przekształceń. Ponadto na terenie miasta zlokalizowano strefę ekonomiczną, która przyciąga inwestorów do miasta.

## Miasta partnerskie
- Ludwigshafen am Rhein, Niemcy
- Miercurea-Ciuc, Rumunia
- Rymawska Sobota, Słowacja
- Świętochłowice, Polska
- Powiat zawierciański, Polska
- Berehowo, Ukraina